# Ukhrul
Ukhrul es una localidad de la India, centro administrativo del distrito de Ukhrul, en el estado de Manipur.

## Geografía
Se encuentra a una altitud de 1869 m s. n. m. a 82 km de la capital estatal, Imfal, en la zona horaria UTC +5:30.

## Demografía
Según estimación 2010 contaba con una población de 24 553 habitantes.